# Edmondo Cione
Domenico Edmondo Cione (Napoli, 9 giugno 1908 – Napoli, 19 giugno 1965) è stato uno storico della filosofia, politico e critico letterario italiano.

## Biografia

### Formazione e prima attività politica
Di tendenze socialiste, e in un primo momento antifasciste, è stato allievo di studi di Benedetto Croce. Perseguitato della prima ora dal fascismo, viene rinchiuso nel campo di Colfiorito di Foligno e poi mandato al confino a Montemurro.

### Adesione alla Repubblica Sociale Italiana
Attratto dal nuovo indirizzo espresso dal Manifesto di Verona, aderisce alla Repubblica Sociale Italiana.
Chiede e ottiene il consenso di Benito Mussolini (il quale si rende esplicitamente concorde) per la costituzione di una formazione politica indipendente dal Partito Fascista Repubblicano, denominata in un primo momento Raggruppamento Nazionale Repubblicano Socialista e, in seguito, Partito Repubblicano Socialista Italiano.
A tale formazione politica, su suggerimento dello stesso Mussolini, sarà concessa anche la pubblicazione di un quotidiano, denominato L'Italia del Popolo. Il Duce però non aveva nessuna fiducia né nell'uomo, né nell'impresa, tanto che durante una conversazione con l'ambasciatore Rudolf Rahn - preoccupato per una possibile apertura "a sinistra" del capo del fascismo - ebbe a dichiarare:
()

### Attività politica nel dopoguerra
Nel dopoguerra subì per un brevissimo periodo l'epurazione dal mondo scolastico, definita da lui stesso meno dura del previsto, venendo reintegrato nel 1946 come professore e nel 1948 riammesso al servizio universitario a Napoli. Si costruirà una carriera politica nell'Italia repubblicana, militando dal 1946 al 1949 nel Fronte dell'Uomo Qualunque; successivamente, quando il partito di Guglielmo Giannini si sciolse, entrò nel Movimento Sociale Italiano e nel 1952 venne eletto consigliere e poi assessore della giunta di Achille Lauro. Nel 1953 si candidò al Senato con la lista della fiamma nel collegio di Afragola ma ottenne il 7.8% dei voti e non fu eletto. Deluso dai missini, aderì alla Democrazia Cristiana, senza però svolgere una militanza attiva nel partito. Negli ultimi anni di vita cercò di conciliare il messaggio di papa Giovanni XXIII con le aperture di Nikita Chruščëv oltre la "cortina di ferro", durante il periodo del "disgelo".

## Opere
- Juan de Valdés: la sua vita e il suo pensiero religioso con una completa bibliografia delle opere del Valdés e degli scritti intorno a lui, Bari, Laterza, 1938 (2ª ed. Fiorentino, 1963),
- Francesco de Sanctis, Milano, Principato, 1938.
- L'opera filosofica, coautore Franco Laterza, Bari, Laterza, 1942.
- Napoli romantica, 1830-1848, Milano, Domus, 1944.
- L'estetica di Francesco De Sanctis, Milano, Pennetti Casoni, 1945.
- Dal De Sanctis al Novecento, Milano, Garzanti, 1941 (2ª ed. Milano, Pennetti Casoni, 1945).
- Il M.S.I. alla conquista del potere, Napoli, Humus, 1950.
- Nazionalismo sociale: l'idea corporativa come interpretazione della storia, Roma, A. Celli, 1950.
- Napoli e Malaparte, Napoli, Pellerano-Del Gaudio, 1950?.
- Storia della Repubblica sociale italiana, Roma, Latinità, 1951.
- Benedetto Croce, coll. "I Marmi", Milano, Longanesi, 1953.
- Bibliografia crociana, Milano, F.lli Bocca, 1956.
- Francesco De Sanctis ed i suoi tempi, Napoli, Montanino, 1960.
- Questa Europa, Napoli, M. Mele, 1962?.
- Fascino del mondo arabo: dal Marocco alla Persia, Rocco San Casciano, Cappelli, 1962.
- Benedetto Croce ed il pensiero contemporaneo, Milano, Longanesi, 1963.
- Fede e ragione nella storia: filosofia della religione e storia degli ideali religiosi dell'Occidente, Bologna, Cappelli, 1963.
- La Cina d'oggi, Filippine, Formosa, Giappone, Milano, Ceschina, 1964 [stampa 1965].
- Leibniz, Napoli, Libreria scientifica editrice, 1964.
- Narrativa del Novecento, presentazione di Renzo Frattarolo, Napoli, Ist. editoriale del Mezzogiorno, 1965.

### Curatele
- Francesco De Sanctis, Un viaggio elettorale, Milano, Bompiani, 1943.